# Meuleken 't Dal
Meuleken 't Dal is een standerdmolen in de Vlaamse Ardennen in Zingem, een deelgemeente van Kruisem, in de Belgische provincie Oost-Vlaanderen. De houten molen werd voor het eerst vermeld in 1388. De houten korenmolen staat ook vermeld op de Ferrariskaart. Sinds 1944 was de molen beschermd als monument, maar hij raakte in de jaren 50 in verval. In 1975 werd de molen grondig gerestaureerd. In 1999 kocht de provincie Meuleken 't Dal aan. De molen werd opnieuw maalvaardig; in 2013 en 2016 werden er herstellingswerken uitgevoerd.

## Afbeeldingen

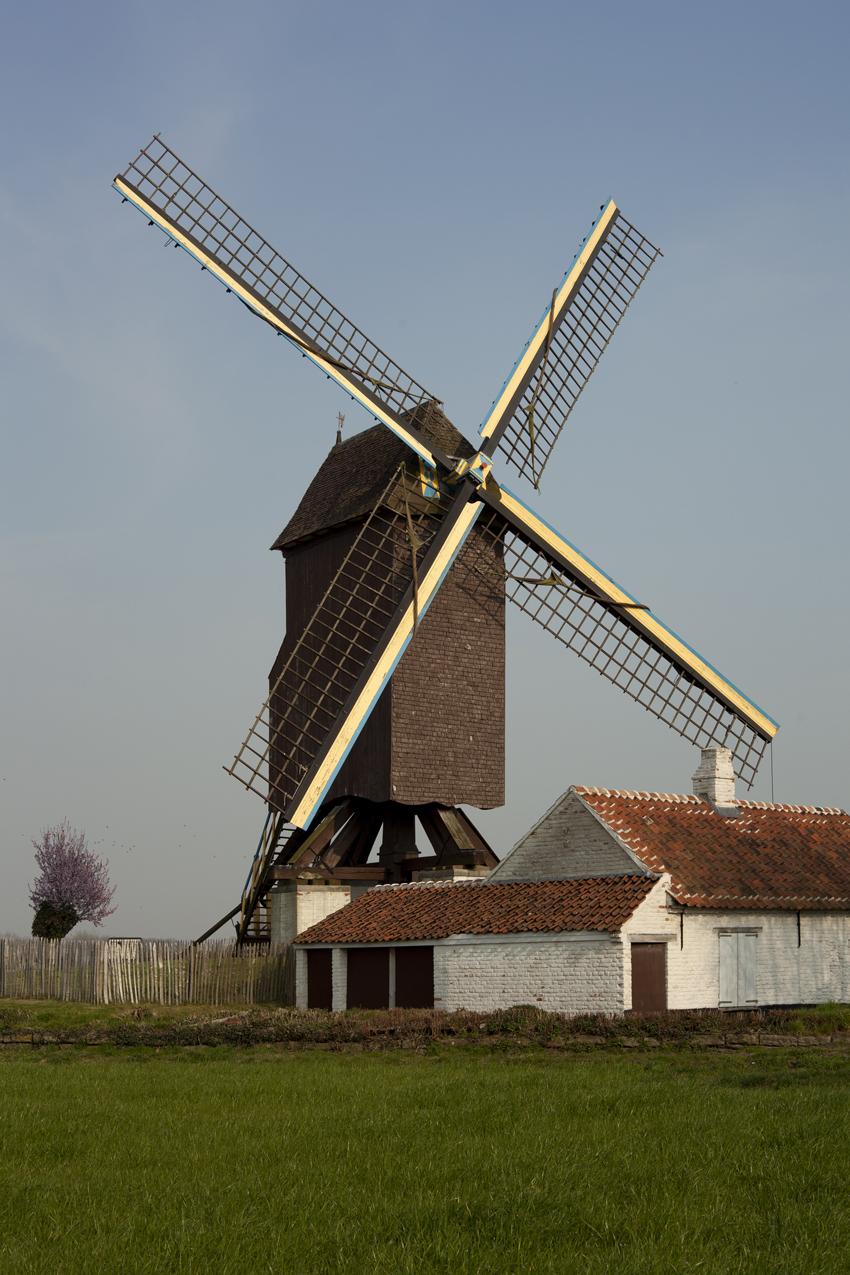
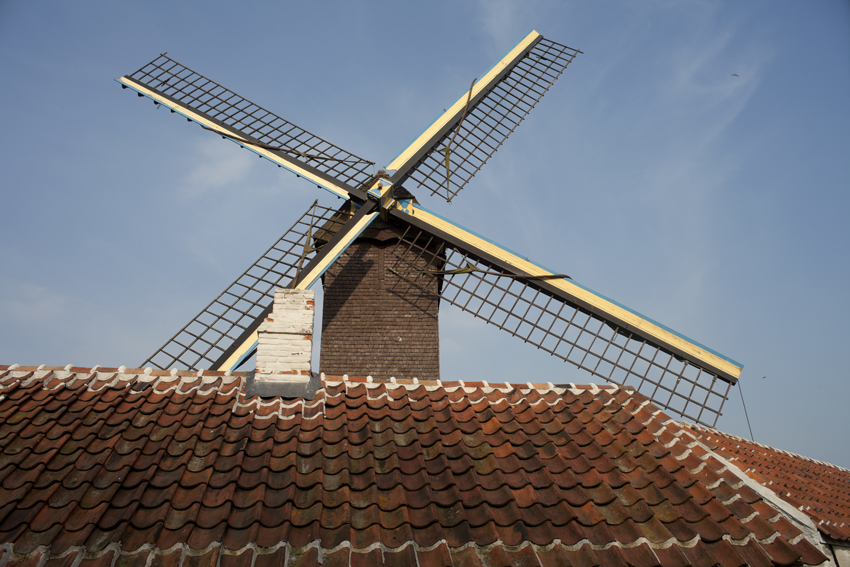
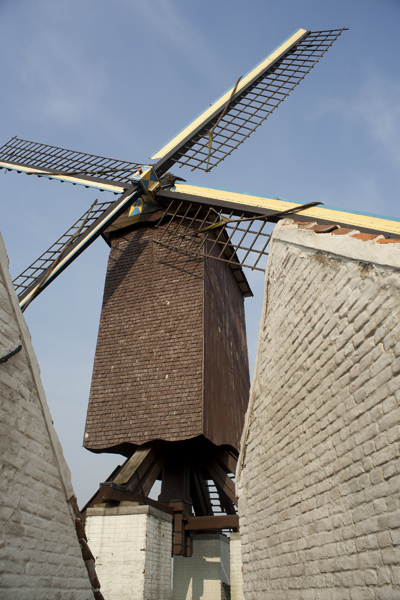